# Ceratina demotica
Ceratina demotica är en biart som beskrevs av Baker 2002. Ceratina demotica ingår i släktet märgbin, och familjen långtungebin. Inga underarter finns listade i Catalogue of Life.